# Spontaneous Combustion
Spontaneous Combustion utkom 2007 och är det amerikanska progressiv metal-babdet Liquid Tension Experiments tredje studioalbum. Gruppen kallade sig temporärt Liquid Trio Experiment då en av medlemmarna, John Petrucci, var frånvarande under albumets tillkomst. Musikstilen på albumet kan klassas som progressiv metal/progressiv rock/instrumental rock/jazz fusion. Albumet utgavs oktober 2007 av skivbolaget Magna Carta Records.

## Låtförteckning
| Nr           | Titel                             | Längd    |
| ------------ | --------------------------------- | -------- |
| 1.           | "Chris and Kevin's Bogus Journey" | 7:53     |
| 2.           | "Hot Rod"                         | 6:21     |
| 3.           | "RPP"                             | 3:06     |
| 4.           | "Hawaiian Funk"                   | 4:38     |
| 5.           | "Cappuccino"                      | 3:26     |
| 6.           | "Jazz Odyssey"                    | 8:49     |
| 7.           | "Fire Dance"                      | 8:22     |
| 8.           | "The Rubberband Man"              | 6:51     |
| 9.           | "Holes"                           | 4:39     |
| 10.          | "Tony's Nightmare"                | 2:48     |
| 11.          | "Boom Boom"                       | 6:34     |
| 12.          | "Return of the Rubberband Man"    | 9:43     |
| 13.          | "Disneyland Symphony"             | 4:46     |
| Total längd: | Total längd:                      | 01:17:56 |

## Medverkande
Liquid Trio Experiment
- Tony Levin – basgitarr, Chapman Stick
- Mike Portnoy – trummor, percussion
- Jordan Rudess – keyboard

Produktion
- Liquid Trio Experiment – producent
- Chris Cubeta, Kosaku Nakamure, Pat Thrall, Spyros Poulos – ljudtekniker
- Jim Brick – mastering
- Paul Undersinger – omslagsdesign, omslagskonst
- Paul LaRaia, Gavin Mills, Thomas Picard – foto